# Qui mange qui ?
Pour plus de détails, voir Fiche technique et Distribution.
Qui mange qui ? est un téléfilm français réalisé par Dominique Tabuteau et diffusé pour la première fois le 7 février 1998.

## Synopsis
Abandonnée par son amant Léon, Rose, inspectrice de l'hygiène et de la répression des fraudes, décide de se venger de lui en l'anéantissant économiquement.
En effet, ce dernier étant associé avec des artisans de la restauration, elle trouve tous les défauts et manquements aux règlements de ses entreprises et espère vivement les voir fermer, tant les travaux de mises aux normes sont importants.
Sur sa liste figure un restaurant tenu par Martial, attendant vivement sa première étoile, qui lui permettra de racheter le restaurant, détenu à moitié avec Léon.
Rose découvre un défenseur de la gastronomie (valeur qu'elle partage également) et décide de lui laisser une chance, pensant que Martial n'a rien à voir avec les manigances de Léon.
Entre-temps, René, oncle de Martial, sort de prison et est réinséré dans le restaurant de son neveu, en tant que sommelier. Il ne voit pas l'arrivée de cette inspectrice d'un bon œil et décide de s'en débarrasser pour ne pas entraver l'ascension de son neveu. Pendant le repas de midi, il drogue la nourriture de Rose, qui s'évanouit dans son assiette. Il l'abandonne (accompagné du fils de Martial, Jules) dans une décharge publique.
Son plan échoue et ne fait qu'accroître la colère de Rose.

## Fiche technique
- Réalisateur : Dominique Tabuteau
- Scénariste : Catherine Jacob, Dominique Roulet et Natalie Carter
- Société de production : Alya Productions, Canal+, CNC, Ellipse Programme, France 3 Cinéma
- Producteur : Ariane Heyraud et Philippe Allaire
- Musique du film : Charles Court
- Directeur de la photographie : Vincent Jeannot
- Montage : Bertrand Servant
- Création des costumes : Marie-Claude Altot
- Pays d'origine : France
- Genre : Comédie
- Durée : 1h28
- Date de diffusion :
  -  France : 7 février 1998

## Distribution
- Catherine Jacob : Rose
- Roger Miremont : Martial
- Julien Guiomar : René
- Ludwig-Stanislas Loison-Robert : Jules
- Anna Gaylor : Louise
- Isabelle Leprince : Sophie
- Arnaud-Didier Fuchs : Georges
- Christian Baltauss : Léon
- Marc Fayet : Le client
- Guilhem Pellegrin : Le maître d'hôtel
- Sylvie Herbert : L'employée du Crédit municipal
- Rémy Kirch : Le boucher Robin
- Bernard Pinet : Dédé le boucher
- Catherine Blanchard : La boulangère
- Sébastien Cotterot
- Hélène Hily : La vieille dame du Crédit municipal
- Rémy Roubakha : Le maraîcher